# Typhloplanidae
Typhloplanidae é uma família de platelmintos da ordem Rhabdocoela.
É uma das famílias mais ricas em espécies da ordem Rhabdocoela, compreendendo cerca de 300 espécies. Elas habitam em habitats de água doce, estuarinos, marinhos e terrestres. Elas podem ser bentónicos ou pelágicos. Typhloplanidae são predadoras. Elas podem atingir altas densidades nos seus habitats. A maioria dos representantes tem de 1 a 5 milímetros de comprimento, mas algumas espécies, como Mesostoma ehrenbergii, podem atingir até 1,5 centímetros.
Subfamílias e géneros (lista incompleta):
- Subfamília Ascophorinae Findenegg, 1924
- Subfamília Mesophaenocorinae Norena, Brusa, Ponce de Leon & Damborenea, 2005
- Subfamília Mesostominae Hyman, 1955
  - Género Bothromesostoma Braun, 1885
  - Género Mesostoma Ehrenberg, 1837
- Subfamília Olisthanellinae Luther, 1904
- Subfamília Opistominae Luther, 1963
  - Género Opistomum Schmidt, 1848
- Subfamília Phaenocorinae Wahl, 1910
- Subfamília Protoplanellinae Reisinger, 1924
- Subfamília Rhynchomesostominae Bresslau, 1933
  - Género Rhynchomesostoma Luther, 1904
- Subfamília Typhloplaninae Luther, 1904